# Bospad met huisje
Bospad met huisje is een tekening van de Nederlandse kunstenaar Theo van Doesburg in het Centraal Museum in Utrecht.

## Voorstelling
Het stelt een bospad voor tussen hoge bomen met aan het eind een gebouw. De tekening zit samen met Waterkant bij avond in één passe-partout, vermoedelijk sinds de Tentoonstelling van Teekeningen en Schetsen door Theo van Doesburg in de Haagsche Kunstkring in 1908.

## Datering
De tekening wordt op stilistische gronden omstreeks 1904 gedateerd.

## Herkomst
Na Van Doesburgs dood in 1931 kwam het werk in bezit van zijn vrouw Nelly van Doesburg, die het in 1975 aan haar nicht Wies van Moorsel naliet. Van Moorsel schonk het in 1981 aan de Dienst Verspreide Rijkscollecties (nu Rijksdienst voor het Cultureel Erfgoed), die het in 1999 in blijvend bruikleen gaf aan het Centraal Museum.